# Skenbar vind
Skenbar vind är den vindhastighet och vindriktning man upplever då man rör sig, till exempel ombord på en segelbåt. Den skenbara vinden är vektorsumman av vindhastigheten och fartvinden, den senare lika stor som – men motsatt riktad – den markrefererade hastigheten (kurs och fart över grund).
Om man till exempel rör sig med hastigheten 10 knop (5 m/s) norrut och har en sidovind på 5 m/s (god bris) från väster, upplever man en skenbar vind på dryga 7 m/s från nordväst. Om man istället rört sig med samma hastighet österut skulle den skenbara vinden ha varit nära 0 m/s (det hade alltså inte varit möjligt att hålla sådan fart seglande, och om farten beror på ström skulle man sakna styrfart).